# 陈涌泉
陈涌泉（1932年10月—2024年4月14日），汉族，男，汉族，北京人，相声表演艺术家、国家一级演员、中国曲艺家协会会员，曾多次给毛泽东、周恩来演出，拜师谭伯儒。

## 生平
1932年10月，出生于北京的相声世家，其外祖父钟子良为清门相声的代表人物，父亲陈子贞是20世纪20-40年代的相声名家。少年时，曾跟随白派京韵大鼓创始人白云鹏学习。1941年，父亲陈子贞去世，在白云鹏的接济和牵线下，由侯一尘推荐给其师弟谭伯儒。1951年，拜师谭伯儒。1951年11月15日，参加北京相声改进小组担任文书工作。1952年，进入北京曲艺团。文革时期，下放到五七干校。1970年，回到北京曲艺团担任食堂管理员。次年，调往业务组，负责辅导年轻演员。1989年，参加1989年中国中央电视台春节联欢晚会，与李金斗合作表演相声《送春联》。1992年，退休。1993年7月，随中国广播艺术团前往台湾演出，随后前往张学森家为张学良表演，值得一提的是，张学良还记得曾为他表演的陈涌泉的父亲陈子贞。2016年，被授予“中国文联终身成就曲艺艺术家”荣誉称号。
2024年4月14日8时48分，因病医治无效，于北京去世，享年92岁。